# Masse mono-isotopique
La masse mono-isotopique est la masse d'une molécule calculée à partir de l'isotope le plus abondant de chaque élément la constituant ({\displaystyle {}_{\ 1}^{1}\operatorname {H} }, {\displaystyle {}_{\ 6}^{12}\operatorname {C} }, {\displaystyle {}_{\ 8}^{16}\operatorname {O} }, {\displaystyle {}_{\ 7}^{14}\operatorname {N} }, {\displaystyle {}_{\ 16}^{32}\operatorname {S} }, etc.).
En spectrométrie de masse, c'est celle du premier pic du profil isotopique, donc le moins lourd.
Attention cependant, la masse monoisotopique n'est pas toujours plus petite que la masse moléculaire : tout dépend de la composition de la molécule.